# Tina Periša
Tina Periša, coniugata Tanasilović (Sebenico, 15 novembre 1984), è un'ex cestista croata.
Alta 170 cm, giocava come guardia.

## Carriera
Con la Croazia ha disputato i Campionati europei del 2007.